# سهتپان‌عزیز
 سهتپان‌عزیز، روستایی از توابع بخش ازگله شهرستان ثلاث باباجانی در استان کرمانشاه ایران است.

## جمعیت
این روستا در دهستان جیگران قرار دارد و براساس سرشماری مرکز آمار ایران در سال ۱۳۸۵، جمعیت آن ۱۱۸ نفر (۲۵خانوار) بوده‌است.